# Hippolyte de Fraula de Broechem
Hippolyte Charles Thomas Joseph de Fraula de Broechem (Antwerpen, 1 januari 1786 - 20 april 1868) was een Zuid-Nederlands edelman.

## Levensloop
Thomas de Fraula was de eerste van zijn familie die in 1700 de adellijke status verwierf, door zijn benoeming tot raadsheer en commissaris in de Raad van Financiën in Brussel. In 1732 werd hij vereerd, als directeur van de Raad van Financiën, met de titel burggraaf, overdraagbaar bij eerstgeboorte. In 1736 werd dit omgezet in graaf, terwijl zijn zoon Jean-Baptiste, amman van Antwerpen, de titel burggraaf kreeg. In 1783 verleende keizer Jozef II de titels burggraaf en baron, overdraagbaar bij eerstgeboorte aan Jean-Charles de Fraula, vader van Hippolyte.
Jean-Charles de Fraula was getrouwd met Hélène de Fraula. Ze hadden naast Hippolyte ook nog Henry-Joseph de Fraula (Antwerpen, 4 september 1800 - 12 september 1838).
Hippolyte verkreeg onder het Verenigd Koninkrijk der Nederlanden in 1816 erkenning in de erfelijke adel met de titel burggraaf, overdraagbaar bij eerstgeboorte en met benoeming in de Ridderschap van de provincie Antwerpen. Hij bleef vrijgezel, zodat deze familietak de Fraula in 1868 uitstierf.
Hij had een zomerverblijf in Broechem, een heerlijkheid waar zijn voorvaders onder het ancien régime de heer van waren geweest. Het ging om het zeventiende-eeuwse kasteel Broechemhof, dat door zijn vader in 1790 werd aangepast aan de mode van de tijd.